# Sédéprivationnisme

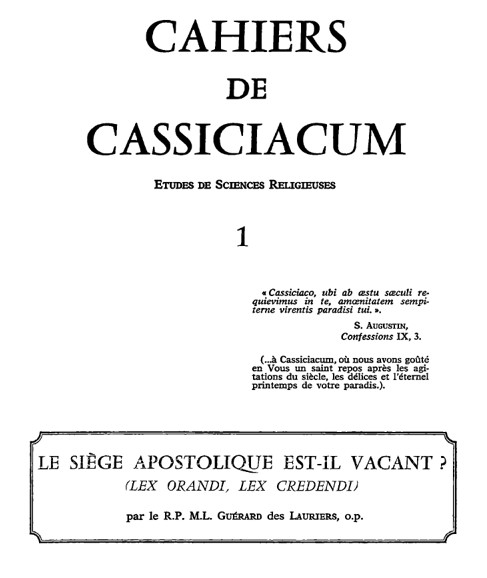
Cahiers de Cassiciacum, no 1, dans lequel Guérard des Lauriers exposa sa thèse.

Le sédéprivationnisme est une école théologique au sein du mouvement traditionaliste catholique qui suit les principes du défunt théologien Michel-Louis Guérard des Lauriers, tels qu'il les expose dans sa thèse publiée dans la revue Cahiers de Cassiciacum, ce qui lui a valu le nom de « thèse de Cassiciacum ».

## Explication
Selon cette thèse, Paul VI, Jean-Paul Ier, Jean-Paul II, Benoît XVI et François n'étaient pas ou ne sont pas pleinement papes. Du fait qu'ils auraient épousé le modernisme, une hérésie condamnée par le pape Pie X dans son encyclique Pascendi Dominici gregis, leur consentement quand ils sont devenus papes aurait été vicié, en sorte qu'ils ne seraient devenus que des papes en puissance, sans accéder de manière effective à la papauté.[réf. nécessaire]
On décrit cette idée d'une autre façon en disant qu'ils sont devenus papes matériellement, mais non formellement (la formule latine est : « papa materialiter non formaliter »).
De cette thèse découlent deux conséquences :
1. On ne peut parler réellement  de sede vacante (siège [pontifical] vacant) du fait que ces hommes remplissent en puissance le rôle de papes ; le sédéprivationnisme se distingue ici du sédévacantisme ;
2. Si jamais ces hommes répudiaient le modernisme et revenaient au catholicisme, le processus complet serait accompli et ils parviendraient à la papauté dans sa plénitude.

Outre le défunt évêque Guérard des Lauriers, les traditionalistes qui souscrivent à une telle distinction sont aux États-Unis les évêques Robert F. McKenna et Donald Sanborn (en), et dans les villes de Turin et de Rome Francesco Ricossa et son Institut Mater Boni Consilii (aussi nommé Sodalitium Pianum, en hommage à l'ancienne « Sapinière » d'Umberto Benigni).